# Vincenzo Trucco

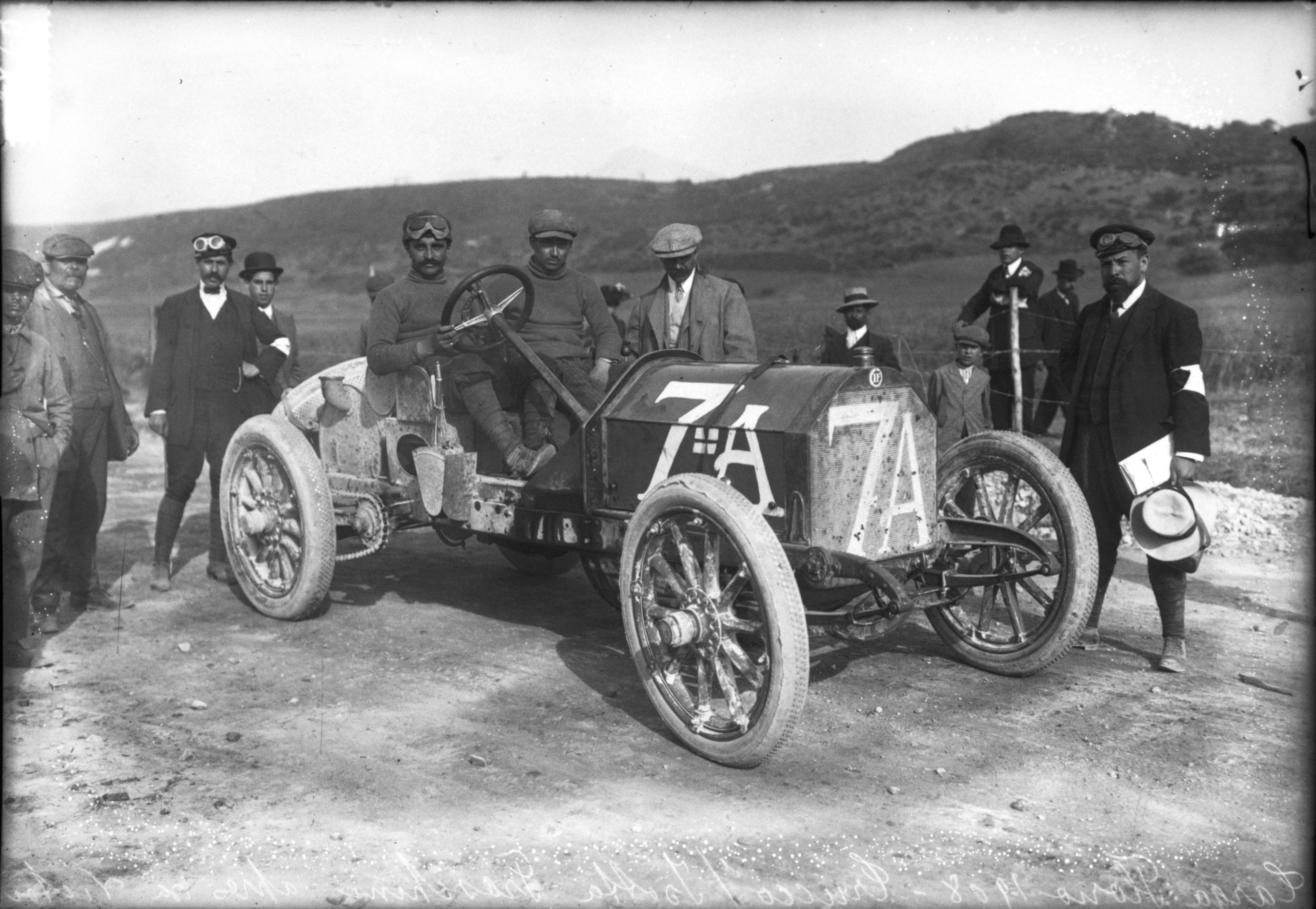
V. Trucco victorieux à la Targa Florio 1908.

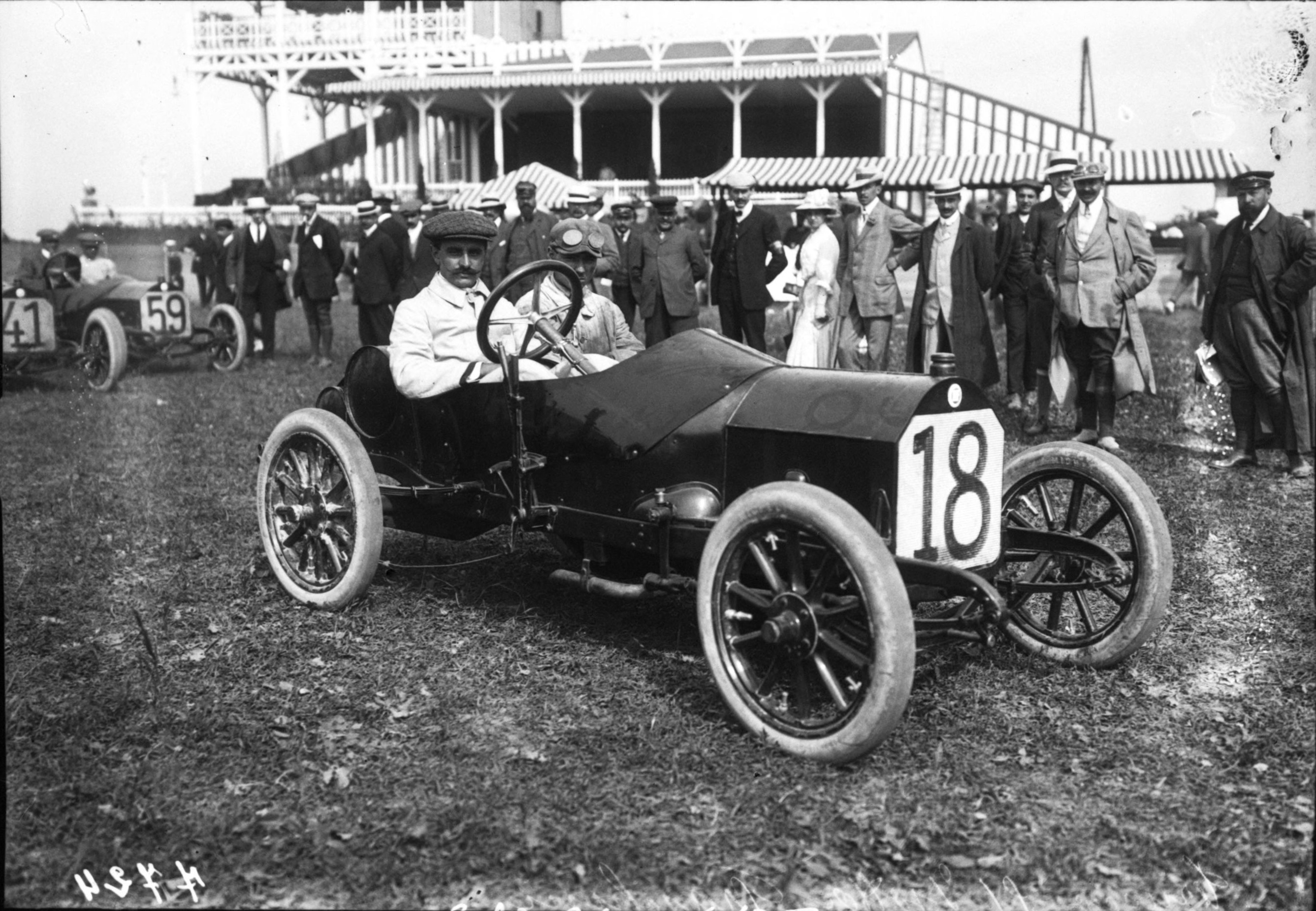
V. Trucco au Grand Prix des Voiturettes, la même année à Dieppe toujours sur Isotta-Fraschini (abandon).

Vincenzo Trucco, né à Milan, est un pilote automobile italien.

## Biographie
Son premier résultat probant est une deuxième place lors du sprint de Vérone en mars 1907 sur cinq kilomètres, avec une Isotta-Fraschini de 120HP derrière le russe "Basil" Soldatenkov (alors attaché à l'ambassade de son pays à Paris jusqu'au premier conflit mondial). Il abandonne ensuite au premier -et unique- Kaiserpreis la même année, avant d'aller à la Coppa Florio en septembre.
En avril 1908, il gagne la course de sprint organisée entre Padoue et Bovolenta sur 10 kilomètres, devant son coéquipier Nando Minoia. Il remporte cinq semaines plus tard son succès le plus reconnu, la troisième édition de la Targa Florio -en mai- sur une Isotta-Fraschini Tipo I au circuit des Madonies, course à laquelle il participe déjà l'année précédente (abandon). Lors de la Coppa Florio, il réussit à se classer quatrième en 1907 toujours avec la même marque, puis deuxième en septembre 1908, cette fois sur une Lorraine-Dietrich française derrière Felice Nazzaro lui-même avec la marque Fiat.
Il participe aux 500 miles d'Indianapolis en 1913 sur Isotta-Fraschini, mais il doit abandonner au 39e tour pour un problème mécanique au niveau du réservoir de carburant.
Après la première guerre mondiale, il remporte encore le Grand Prix d'Italie de tourisme, une course de 500 kilomètres organisée fin août 1923 sur l'Autodromo Nazionale di Monza, exactement deux semaines avant le troisième Grand Prix automobile d'Italie  également couru à Monza, toujours sur la principale marque avec laquelle il évolua durant sa carrière en course, Isotta-Fraschini, son employeur qui le fait débuter comme pilote d'essai et instructeur pour les clients de ses luxueux modèles, puis évoluer en compétition à compter de 1905 (abandon dans la Coppa Florio, sous le prénom de Fulvio).
Ses deux dernières courses ont lieu lors des Mille Miglia, en 1929 (19e) et 1930.
Il fut l'ami d'Alfieri Maserati auquel il apprit l'art du pilotage. Tous deux déposèrent un brevet pour un nouveau type de bougies d'allumage.